# 鲁德拉茨霍芬
鲁德拉茨霍芬是德国巴伐利亚州的一个市镇。总面积33.52平方公里，总人口1746人，其中男性875人，女性871人（2011年12月31日），人口密度52人/平方公里。